# Hetényi Antal
Hetényi Antal Gábor (Budapest, 1947. október 6. – Budapest, 2023. március 5.) magyar cselgáncsozó, olimpikon, edző, sportvezető. A magyar dzsúdósport első olimpiai pontszerzője (1972, München, V. hely), sokszoros magyar bajnok, a Budapesti Honvéd versenyzője, a KSI Cselgáncs Szakosztály vezetője, szakosztály elnöke, testnevelő tanár, mesteredző, szociológus, szaktanácsadó, nyolc danos mester.

## Élete
Annak idején az úszás jelentette számára a sporttal való kapcsolat kezdetét. Fél évig az Újpest úszói között edzett, de nem maradt ott. A Toldi Gimnázium diákjaként társaival rendszeresen futott a Tabánban, a Vérmezőn vagy éppen a Várban. 
Az életre szóló fordulat 1963-ban következett be, ekkor 16 éves volt. Annak idején a Nők Lapjában jelent meg egy hirdetés, amelyen judózni hívták a fiatalokat. Az öccsével előbb az Újpestben jelentkezett, de negyed év elteltével átmentek a Honvédba. Titokban jártak edzésre, mert szüleik nem akarták, hogy ezt a sportágat csinálják. Mígnem elérkezett az év utolsó hónapja és ekkorra már a szülők is beletörődtek választásunkba és leigazolhattak a Budapesti Honvédba, ahol Gyebnár Ferenc vette kezelésbe őket. 
Az eredményes sportolás mellett a tanulást sem hanyagolta el. Nem kevesebbszer, ötször felvételizett, mire bejutott a Testnevelési Főiskolára, így 29 éves volt, amire megszerezte a testnevelő tanári diplomáját (1972-1976). A TF évei alatt az évfolyam egyik legjobb tanulmányi eredményt elért hallgatója lett. 
1978-ban felvételt nyert az Eötvös Loránd Tudományegyetem (ELTE) szociológia szakára, ahol a hároméves képzés végén a második diplomáját is sikerrel védte meg. Később pedig a doktori fokozat követelményeinek is eleget tett.

## Sporttevékenysége
Szokatlanul hamar, már 1964 áprilisában elindult az első versenyén, ahol a 60 kilósok között Mándl Elek mögött második lett. Ez év augusztusában pedig az Alkotmány Kupáért lépett tatamira Pécsett, a Budapest-Vidék számára kiírt egyéni versenyen, amelyet megnyert. Két évvel később, 1966-ban már a felnőttek szűkített válogatott keretében is figyelembe vette Kovács Ákos szövetségi kapitány. Akkoriban Keserű László, és Nádas László voltak a legkeményebb ellenfelei. 1968-ig kellett várnia, hogy megnyerhesse élete első felnőtt országos bajnoki aranyérmét Horváth István tanítványaként. 
Három esztendővel később a 70 kilogrammosok között képviselhette a magyar színeket az 1972-es müncheni olimpián, ahol az ötödik helyezést szerezte meg. Ez volt a sportág történetének első magyar ötkarikás pontszerző helyezése, abban az évben őt választották az Év Judósának Magyarországon.

## Edzői tevékenysége
Az 1978-as visszavonulását követően megalapította a KSI SE Judoszakosztályát, amelynek csaknem negyven éven keresztül volt a vezetője és edzője.
Ez idő alatt számos utánpótláspótlás világ- és Európa-bajnoki címet szereztek versenyzői, több sportolója az olimpián is pontszerző helyen végzett. Csak néhány nevet említsünk meg, akikre méltán lehetünk büszkék: Szilágyi László junior Európa-bajnok, Maros Barbara az ifjúságiak kontinens bajnokság kétszeres győztese, Joó Abigél, Baczkó Bernadett, Varga Brigitta és Tóth Fanni is a mindenkori legjobbak közé tartozott, Tóth Krisztián az ifjúsági olimpián harmadik lett, a felnőttek világbajnokságán pedig ezüstérmet vehetett át.

## Szakmai munkája
1997 és 2010 között tagja volt a Magyar Olimpiai Bizottság közgyűlésének. A KSI SE szakmai elnökhelyetteseként, szaktanácsadójaként is tevékenykedett, de a sportág legfelső irányításából is kivette a részét, dolgozott a Magyar Judo Szövetség megbízott főtitkáraként, majd szakmai alelnökeként, példamutató munkájával, emberségével mindenhol kivívta környezetének elismerését.

A Nemzetközi Judo Szövetség – a honi szakszövetség javaslata alapján – nyolcadik danfokozatot adományozott részére, az elismerést sikeres versenyzői, edzői és sportvezetői munkássága elismeréseképpen vehette át (2021). 

## Díjai, elismerései
- Az év magyar cselgáncsozója (1972.)
- Magyar Judóért, aranyfokozat (2006)
- Magyar Köztársasági Arany Érdemkereszt ( 2006 )
- Mesteredző (2007)
- A Magyar Sportért Díj második fokozata
- Nyolcadik danfokozat (Marius Vizer, a Nemzetközi Judo Szövetség elnöke szignózta 2021.)